# Родополска епархия
Родополската епархия (на гръцки: Ιερά Μητρόπολη Ροδοπόλεως) е титулярна епархия на Вселенската патриаршия. Диоцезът съществува от VI век до 1922 година с център в град Дикеосимо, на турски Мачка. Титлата на архиерея е Митрополит на Родополис, ипертим и екзарх на Лазика (Ο Ροδοπόλεως, υπέρτιμος και έξαρχος Λαζικής).

## История
Родополис (днес Квацихе в Грузия) е разположен в античната Колхида, по-късно Лазика. В VI век Родополис е епископия, подчинена на Физиската митрополия. След арабското завоевание Фазиската митрополия е закрита, а територията ѝ в IX век е присъединена към Трапезундската. В планините над Трапезунд са разположени три манастира - „Света Богородица Сумела“, основан според традицията в 386 година, Вазелският, основан според традицията в 270 година и Перистереота, основан в 752 година. При Трапезундската империя трите манастира се ползват с автономия, продължена и след османското завоевание в 1461 година, като всеки манастир става патриаршеска екзархия. През май 1863 година трите екзархии са закрити и е основана Родополска архиепископия. На 7 септември 1867 година обаче тя е закрита и екзархиите са възстановени. През октомври 1902 година отново са закрити и превърнати в Родополска митрополия.
Митрополията граничи с Трапезундската на север и изток и с Халдийската митрополия на юг и запад.
След разгрома на Гърция в Гръцко-турската война и обмена на население между Гърция и Турция в 1922 година, на територията на епархията не остава православно население.

## Предстоятели
Родополски архиепископ
| Име                | Име       | Управление                    | Забележка              | Години |
| ------------------ | --------- | ----------------------------- | ---------------------- | ------ |
| Генадий Василиадис | Γεννάδιος | 3 юни 1863 - 7 септември 1867 | по-късно никополски е. |        |

Родополски митрополити
| Име                     | Име                   | Управление                           | Забележка                                       | Години      |
| ----------------------- | --------------------- | ------------------------------------ | ----------------------------------------------- | ----------- |
| Гервасий Сараситис      | Γερβάσιος             | 16 ноември 1902 - 10 октомври 1906   | от назиански т.е. (28 юли 1901), в корчански м. | 1867 – 1934 |
| Леонтий Хутуриотис      | Λεόντιος              | 10 октомври 1906 - 22 септември 1909 | от филаделфийски м., уволнен, 2 юни 1926 †      | 1844 – 1926 |
| Кирил Хадзипападимитриу | Κύριλλος              | 22 септември 1909 – 11 януари 1944 † |                                                 | 1872 – 1944 |
| Йероним Константинидис  | Ιερώνυμος             | 5 август 1954 - 17 ноември 2005 †    | от тралски т.е. (28 януари 1951)                | 1912 – 2005 |
| Тарасий Антонопулос     | Ταράσιος Αντωνόπουλος | 29 ноември 2019 -                    | от буеносайрески м.                             | 1956 -      |